# Mikel Bizkarra Etxegibel
Mikel Bizkarra Etxegibel (Mañaria, Biscaia, 21 d'agost de 1989) és un ciclista basc, professional des del 2011 i actualment a l'equip Euskaltel-Euskadi.

## Palmarès
- 2014
  - Pujada a Urraki
  - Vencedor d'una etapa a la Volta a la província de València
- 2018
  - Vencedor d'una etapa a la Volta a Aragó

### Resultats a la Volta a Espanya
- 2018. 17è de la classificació general
- 2019. 48è de la classificació general
- 2022. 28è de la classificació general